# Bussy-lès-Daours
Bussy-lès-Daours – miejscowość i gmina we Francji, w regionie Hauts-de-France, w departamencie Somma.
Według danych na rok 2011 gminę zamieszkiwały 342 osoby, a gęstość zaludnienia wynosiła 42 osoby/km² (wśród 2293 gmin Pikardii Bussy-lès-Daours plasuje się na 666. miejscu pod względem liczby ludności, natomiast pod względem powierzchni na miejscu 593.).